# اتحادیه فوتبال پاپوآ گینه نو
اتحادیه فوتبال پاپوآ گینه نو (انگلیسی: Papua New Guinea Football Association) نهاد اداره‌کننده مسابقات فوتبال و فوتسال در کشور پاپوآ گینه نو است.
این اتحادیه که در سال ۱۹۶۲ تأسیس شده عضو کنفدراسیون فوتبال اقیانوسیه و فیفا نیز می‌باشد و مقر آن در شهر لائه است.